# Max Pescatori
Massimiliano Pescatori (Milaan, 22 januari 1971), alias Max Pescatori, is een professionele pokerspeler uit Italië. In 1994 verhuisde hij naar Las Vegas en begon hij seven card stud te spelen in het Luxor Hotel. Uiteindelijk maakte hij de overstap naar Texas hold'em.
Pescatori verdiende tot en met juni 2015 meer dan $4.000.000,- in pokertoernooien (cashgames niet meegerekend) In 2005 werd hij door Card Player Magazine uitgeroepen tot European Poker Player of the Year.

## World Series of Poker
Pescatori won in 2006 voor het eerst een toernooi tijdens de jaarlijkse World Series of Poker (WSOP). Dit deed hij in de pokervariant Texas hold'em. Twee jaar later won hij zijn tweede WSOP-titel in een toernooi dat voor de helft bestond uit Omaha. Pescatori haalde ook alle volgende jaren van de World Series of Poker geldprijzen binnen zonder verdere titels te winnen. Tijdens de WSOP 2015 won hij vervolgens zijn derde én zijn vierde WSOP-titel. Dit deed hij deze keer in een Razz- en in een Seven Card Stud Hi-Lo 8 or Better-toernooi, opnieuw twee andere pokervarianten dan die waarin hij de eerste twee keer won. Pescatori was daarmee de eerste Europeaan met vier WSOP-titels achter zijn naam en de enige tot George Danzer hem in 2016 evenaarde.

## World Series of Poker bracelets
| Jaar | Toernooi                                               | Prijs      |
| ---- | ------------------------------------------------------ | ---------- |
| 2006 | $2.500 No Limit Hold'em                                | $682.389,- |
| 2008 | $2.500 Pot Limit Hold'em/                              | $246.509,- |
| 2015 | $1.500 Razz                                            | $155.947,- |
| 2015 | $10.000 Seven Card Stud Hi-Lo 8 or Better Championship | $292.158,- |